# Rolo (snoep)

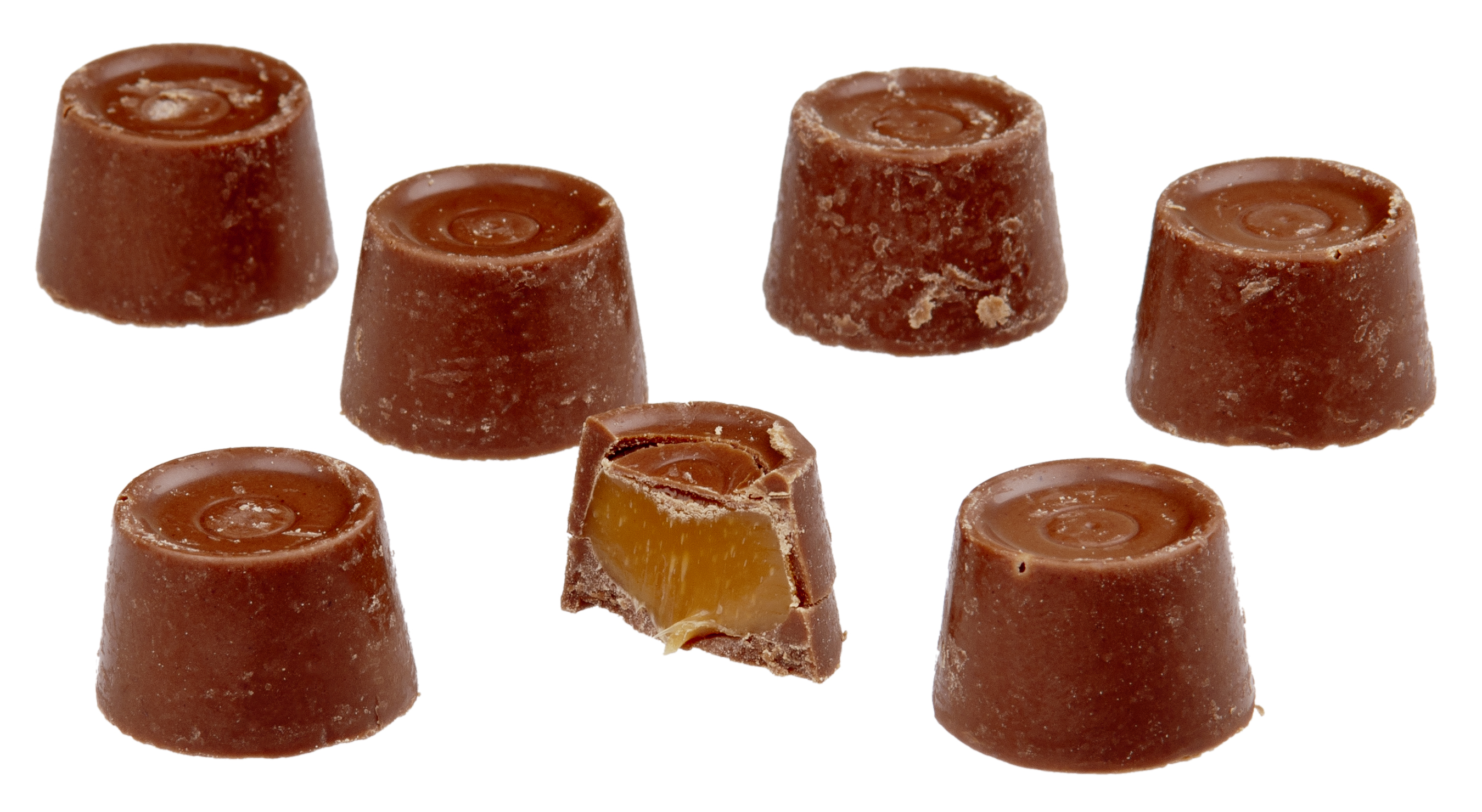
Rolos

Rolo is een merk ronde chocolaatjes met een kern van karamel. Ze worden gemaakt door Nestlé, behalve in de Verenigde Staten, waar de rechten sinds 1969 gehouden worden door The Hershey Company. Vele jaren werd er in Nederlandstalige landen reclame voor gemaakt met de slogan: "Bedenk goed, wat je met je laatste Rolo doet."
Rolo werd het eerst gemaakt door Mackintosh's in 1937. Er zijn tegenwoordig vele varianten van de Rolo, zoals Rolo-koekjes, -ijs, -muffins, -verjaardagstaart, -toetjes, mini-Rolo's, extra grote Rolo's, Rolo-yoghurt, -milkshake en -paaseieren. Er is ook een versie met witte chocolade, met Irish Cream. Bij McDonald's is een Rolovariant van de McFlurry verkrijgbaar.